# Бородастик червоночубий
Бородастик червоночубий (Psilopogon pyrolophus) — вид дятлоподібних птахів родини бородастикових (Megalaimidae).

## Поширення
Вид поширений на Малайському півострові та на Суматрі. Населяє широколисті вічнозелені гірські ліси на висотах між 1070 і 2010 м.

## Опис
Птах середнього розміру, завдовжки до 28 см мають основне забарвлення зелене і коричнево-бордову потилицю, сірі щоки, білу смужку на лобі, зелене горло, за якою йде яскраво-жовта смуга перед чорною смугою, що виглядає як намисто, яке відокремлює живіт. Дзьоб міцний, сірого кольору з поперечною чорного кольору. Біля основи дзьоба є пучки щетинкоподібного пір'я, як і у самців стають вогняно-помаранчевого кольору.

## Спосіб життя
Харчується інжиром, іншими фруктами, членистоногими та комахами.